# 高橋美佳子
高橋 美佳子（たかはし みかこ、1980年5月29日 - ）は、日本の女性声優、歌手。アイムエンタープライズ所属。千葉県船橋市出身。既婚。

## 概要

### 特色
声種はアルト。
幼年または10代の少女から大人の女性を主に演じるが、大人しい・物静かな性格の女性役まで様々な性格の女性役を担当している。『SAMURAI DEEPER KYO』の真尋など低い声の役柄、『魔法少女リリカルなのは』では少年役（クロノ・ハラオウン）も演じた。『ちび☆デビ!』で（悪魔の）赤ちゃん（ライちゃん〈男の子〉）役、『サーバント×サービス』で老婆（田中さん）役も演じている。声質について「日本一の友達声」と言われることがある。
愛称は、自称でもある「みったん」、「みたーん」。また、堀江由衣と豊口めぐみは、「みかりん」と呼んでいる。小清水亜美は、「みぃ姉ちゃん」または「みぃ姉」と呼んでいる。ミューラス時代のほぼ同期である杉田智和からは｢みかこんぐ先輩（省略した場合こんぐ先輩）｣と呼ばれている。以降最も定着している愛称となっている。
『美佳子@ぱよぱよ』（アニメイトTV）はネットラジオ番組としては異例の長寿番組となっている。この番組は、ほぼ毎月の公開録音が定番となっており、それにちなんで「公録声優」を自称している。また、『超重神グラヴィオン』でチュイルを演じた際に、「ぱよ」をチュイルの口癖としてスタッフに提案し採用されている。

### 来歴
元々アニメ、マンガが好きであり、たくさん見ていた。小学生の頃は漫画家志望だったが、「締め切り前とか大変そうだな」と思い、断念。
小学生、中学生時代は吹奏楽部に所属しており、クラリネットを担当。その頃、声優志望だった母がその話してくれたことがきっかけで職業としての声優を意識するようになった。当初はスーパーの西友と勘違いし、「セイユウってなんだろう？」と思っていた。高校生時代はダンス部に所属しており、在籍する高校（船橋市立船橋高等学校、同級生に佐藤章晶、岩佐潤、西紀寛、松田正俊）の野球部が夏の全国高校野球大会に出場した際、阪神甲子園球場のアルプススタンドでチアリーダーとして応援していた。
その頃、気持ちが固まっていたため、養成所の資料をたくさん請求して読み、アニラジを聴いて耳にしていた日本ナレーション演技研究所のCMの「仕事や学校に行きながら通える」に心惹かれる。しかし当時は東京に行っておらず、「習い事で東京に行くのはどうか」と悩んでいた。その時に地元にできたバンプレスト傘下のタレント事務所兼養成所ミューラスに高校2年生で第1期生として入校し、アイドル育成番組『えびたい』に出演。入所して間もなく（『えびたい』に出演する以前）、文化放送主催の『声優の卵オーディション』に参加。優勝して同局『古本新之輔 ちゃぱらすかWOO!』に出演した記録がある。
同じミューラスに在籍していた小林由美子と共にエクセルガールズを結成し、ドブ板営業的活動を行っていた。ミューラス解散後は高橋はアイムエンタープライズ、小林はアーツビジョンへ移籍。
『美佳子@ぱよぱよ』(アニメイトタイムズ)での配信が20周年を越えて2021年2月18日更新の第1000回で終了するも、次につなげたいと2020年2月12日の生配信用に作っていたyoutubeサイト「ぱよぱよチャンネル」にて2022年3月9日更新の第1001回より配信を再開した。また、2021年5月28日に「美佳子＠ぱよぱよ21周年〜みったんお誕生日生放送★1人でいきたくないのSP〜」を配信をして、アーカイブでも聞く事が出来る。

### 歌手活動
声優としてデビューする前に歌手デビューを果たしている。ゲーム『Little Lovers SHE SO GAME』の主題歌歌手を「えびたい」メンバーの中から決めるという番組内オーディションが実施される。最終選考に残った高橋は、同ゲームの主題歌を手がけた沢田聖子の目の前で歌を披露。最終的に主題歌は高橋が歌うことになり、同時に同ゲームへの出演を射止めた。ゲームの発売は主題歌CDより後だったこともあり、声優よりも歌手でのデビューが早くなった。なお、このCDシングルのカップリング曲「ココロノツバサ」のタイトルは高橋自身によって付けられたもの。このことが縁となり、沢田が毎年12月に開催しているアコースティックイベント『Acoustic Party Vol.9』にもゲスト出演している。CDの発売元がビクターだったことから、以降もビクター所属歌手として活動。その後数枚のCDをビクターからリリースするも、2008年発売のアルバムまで自己名義による歌手活動は停止していた（出演作品のキャラクターソングに参加することはある）。
2016年4月より超A&G+「高橋美佳子のマルごとぴ〜なっつ！」をきっかけに、森空青と音楽制作ユニット「BB」を結成し、曲の提供もして現在活動中。

### 人物・エピソード
趣味は野球観戦、天下一品、料理、飲み屋巡り。特技は漫画を描くこと、ダンス。
好きな食べ物は鯵のなめろうやホルモン焼き、天下一品のラーメン。
2006年8月12日、歌手・宇多田ヒカルと『テトリスDS』で対戦。これは「クラブニンテンドー」の会員限定イベントとして東京国際フォーラムにて行われたもの。抽選によって選ばれた30人の中の一人としてエントリー。6番目の対戦者となるものの、敗戦した。
イラストは上手で、『ハヤテのごとく!』第31話から第34話では「西沢歩の執事通信」の題字・イラストも担当している。
2014年4月、AKB48をイメージキャラクターに迎えているグリコのキャンペーンの一環として行われた「大人AKBオーディション」（30代以上の女性をCM内でメンバーに起用する）に挑戦。キンタロー。、市井紗耶香（元モーニング娘。）らと共に最終選考（ダンス・ヴォーカル選考）まで進んだが落選した。高橋はブログにて「これからもチャレンジする事を恐れないで楽しむことを諦めないで生きていきたいです」とコメントを発表している。
北海道日本ハムファイターズの大ファンであり、2014年には鎌ケ谷スタジアムの二軍戦で始球式も行っている。
2014年より「マルちゃん」と名付けたオスのポメラニアンを飼いはじめる。
2015年に女性声優の友人達による親睦会として「関東高橋会」を結成。グッズ販売や公開イベントも行われた。
2016年12月31日、入籍していることを公式サイトの会員限定ブログにて発表した。
2017年9月28日公開の自身の番組『美佳子@ぱよぱよ』第833回にて、同年8月4日（ぱよの日）に男の子を出産したことを公表した。

## 出演
太字はメインキャラクター。

### テレビアニメ
1998年
- Night Walker -真夜中の探偵-（女子高生）

1999年
- 宇宙海賊ミトの大冒険（小豆） - 2シリーズ
- へっぽこ実験アニメーション エクセル♥サーガ（ハイアット美佳子）
- 無限のリヴァイアス（リリッシュ・フラゥ、キブレ・キッキ）

2000年
- タイムボカン2000 怪盗きらめきマン（コマンタレ、コッパミジンコ〈2代目〉、腰元、メイド、ひなB）
- HAND MAID メイ（谷かすみ）
- 六門天外モンコレナイト（タンタン探知機）

2001年
- あぃまぃみぃ!ストロベリー・エッグ（姫島藤緒）
- GEAR戦士電童（サキ）
- Cosmic Baton Girl コメットさん☆（前島優衣）
- 逮捕しちゃうぞ SECOND SEASON（田中夏代）
- テニスの王子様（竜崎桜乃）

2002年
- アクエリアンエイジ Sign for Evolution（杜乃カナエ）
- SAMURAI DEEPER KYO（真尋）
- 超重神グラヴィオン（2002年 - 2004年、チュイル） - 2シリーズ
- デュエル・マスターズ（2002年 - 2010年、Pちゃん〈パーフェクト〉、トーイ） - 3シリーズ
- フルメタル・パニック!（磯村和美）

2003年
- L/R -Licensed by Royal-（ノエル・アーデレード）
- GAD GUARD（店員）
- クラッシュギアNitro（前田なつみ）
- PEACE MAKER鐵（沙夜、サイゾー）
- ぽぽたん（美幸）
- ヤミと帽子と本の旅人（手紙の声）

2004年
- うた∽かた（丹羽）
- エルフェンリート（3番）
- グレネーダー 〜ほほえみの閃士〜（天道琉朱菜）
- Get Ride! アムドライバー（ノリア・ギャバリー）
- ニニンがシノブ伝（くの一）
- 鋼の錬金術師（女子）
- 爆裂天使（エイミー）
- 魔法少女リリカルなのは（2004年 - 2015年、クロノ・ハラオウン、生徒、キャロ・ル・ルシエ、フリードリヒ） - 4シリーズ
- マリア様がみてる（2004年 - 2009年、田沼ちさと） - 3シリーズ
- 美鳥の日々（幼い凛）
- 妄想代理人

2005年
- いちご100%（トモコ）
- エレメンタル ジェレイド（レン〈レヴェリー・メザーランス〉）
- かりん（時任麻希）
- Canvas2 〜虹色のスケッチ〜（藤浪朋子）
- 創聖のアクエリオン（ミランダ、マナマナミ、オペレーター）
- ハチミツとクローバー（2005年 - 2006年、山田あゆみ） - 2シリーズ
- ロックマンエグゼStream（安藤ロメダ）

2006年
- うっかりペネロペ（2006年 - 2017年、セザリーヌ、マリ・クリスティーヌ） - 4シリーズ
- 銀魂（2006年 - 2018年、定春、寺門通、イボ春、女子、赤・兎馬春） - 4シリーズ
- シムーン（ロードレアモン）
- 女子高生 GIRLS-HIGH（西園寺マリ）
- スーパーロボット大戦OG -ディバイン・ウォーズ-（クスハ・ミズハ）
- ゼロの使い魔（2006年 - 2012年、モンモランシー・マルガリタ・ラ・フェール・ド・モンモランシ） - 4シリーズ
- タクティカルロア（綿摘翼）
- 天保異聞 妖奇士（少女〈姉〉）
- バーテンダー（ミカ）
- 半分の月がのぼる空（秋庭里香）
- BLACK BLOOD BROTHERS（楠ヒバリ）
- 舞-乙HiME（ロザリー・クローデル）
- 護くんに女神の祝福を!（鷹栖絢子）
- 錬金3級 まじかる?ぽか〜ん（ヨーコ）

2007年
- アイドルマスター XENOGLOSSIA（鈴木空羽）
- 一騎当千 シリーズ（2007年 - 2010年、典韋、陸遜伯言） - 3シリーズ
- ウエルベールの物語 〜Sisters of Wellber〜（2007年 - 2008年、リタ・シオール） - 2シリーズ
- キスダム -ENGAGE planet-（ミキ）
- シルクロード少年 ユート（蓮華姫）
- 出ましたっ!パワパフガールズZ（男の子）
- トレジャーガウスト（我楽卓人）
- ながされて藍蘭島（まち、はりはり、ばけばけ、ささみ）
- NANA（高橋知恵）
- ハヤテのごとく!（2007年 - 2013年、西沢歩、タルタル、シュンジ、ハイアット美佳子、でんこちゃん、子猫） - 4シリーズ
- 魔人探偵脳噛ネウロ（HIME（姫宮瑠璃））
- レンタルマギカ（2007年 - 2008年、アディリシア・レン・メイザース、青龍）

2008年
- RD 潜脳調査室（三稜映海）
- おでんくん（幸（さっちゃん））
- クリスタル ブレイズ（アヤカ）
- ケメコデラックス!（牧原イズミ）
- それいけ!アンパンマン（2008年 - 2020年、ほたる姫〈4代目〉、しらたき姫〈3代目・5代目〉、ローズヒップちゃん〈初代〉、キャロットぼうや〈3代目〉、スピカ〈3代目〉、ケーキちゃん〈6代目〉、すいせんさん〈3代目〉）
- 鉄腕バーディー DECODE（2008年 - 2009年、千川はづみ） - 2シリーズ
- To LOVEる -とらぶる-（2008年 - 2015年、西連寺秋穂） - 3シリーズ
- のらみみ2（キリエ）
- 魔法遣いに大切なこと 〜夏のソラ〜（山吹ひより）
- 魍魎の匣（楠本頼子）
- 我が家のお稲荷さま。（天狐玉耀〈女〉）

2009年
- 青い文学シリーズ「走れメロス」（メロスの妹）
- かなめも（マリモ姉さん）
- クイーンズブレイド（ノワ） - 2シリーズ
- 獣の奏者 エリン（セィミヤ）
- 鋼殻のレギオス（リーリン・マーフェス）
- シャングリ・ラ（北条國子）
- 聖剣の刀鍛冶（ペネロペ）
- 宇宙をかける少女（マドカ）

2010年
- オオカミさんと七人の仲間たち（地蔵亜美）
- スーパーロボット大戦OG -ジ・インスペクター-（クスハ・ミズハ）
- 伝説の勇者の伝説（ノア・エン）
- ひめチェン!おとぎちっくアイドル リルぷりっ（木崎ナルシ）
- モンハン日記 ぎりぎりアイルー村☆アイルー危機一髪☆（ニャミィ）

2011年
- 境界線上のホライゾン（山椿）
- 聖痕のクェイサーII（芝恵美）
- ダンタリアンの書架（男子A）
- ちび☆デビ!（ライちゃん、鈴木、小悪魔）
- DOG DAYS（2011年 - 2015年、レベッカ・アンダーソン〈ベッキー〉） - 3シリーズ
- バトルスピリッツ 覇王（2011年 - 2012年、如月ミカ / バトスピ仙人）
- 緋弾のアリア（2011年 - 2015年、星伽白雪） - 2シリーズ
- モンハン日記 ぎりぎりアイルー村G（ニャミィ）
- 夢喰いメリー（夢魔セリオ、猫ナースA）

2012年
- アクセル・ワールド（クロム・ディザスター）
- アドリブアニメ研究所（鈿女）
- ガールズ&パンツァー（小山柚子）
- さくら荘のペットな彼女（白山小春）
- 灼眼のシャナIII-FINAL-（『滄波の振り手』ウェストショア）
- 探検ドリランド（銃剣士ジーナ）
- トータル・イクリプス（甲斐志摩子）
- HUNTER×HUNTER（第2作）（2012年 - 2013年、オークショニア、イータ、エレナ、バインダー音声）

2013年
- きんいろモザイク（2013年 - 2015年、忍のお母さん） - 2シリーズ
- 琴浦さん（室戸の母）
- サーバント×サービス（田中）

2014年
- ガールフレンド（仮）（白鳥詩織）
- ストライク・ザ・ブラッド（蒼〈ル・ブルー〉、仙都木阿夜）
- そにアニ -SUPER SONICO THE ANIMATION-（井守さつき）
- ディーふらぐ!（水上桜）
- フューチャーカード バディファイト（2014年 - 2015年、天野鈴鈴羽、風の精 シルフ） - 2シリーズ
- 魔法戦争（四条桃花）
- レディ ジュエルペット（エレナ）

2015年
- コメット・ルシファー（エレーネ・ハルヴァシ）
- 食戟のソーマ（2015年 - 2018年、汐見潤） - 4シリーズ
- 探偵歌劇 ミルキィホームズ TD（おりしも政子）
- Fate/kaleid liner プリズマ☆イリヤ ツヴァイ ヘルツ!（森山奈菜巳）

2016年
- 坂本ですが?（エリカ、教師）
- Dimension W（ソフィア・タイラー）

2017年
- 風夏（榛名麻耶）

2018年
- 3月のライオン（川本美香子）
- アイドリッシュセブン（2018年 - 2023年、好美） - 4シリーズ
- ハイスクールD×D HERO（ヴェネラナ）

2019年
- ドメスティックな彼女（綾乃）
- 名探偵コナン（2019年 - 2024年、水沼果帆、古浦郁絵、倉坂真理子）
- 真・中華一番!（2019年 - 2021年、パイ） - 2シリーズ

2020年
- フルーツバスケット（2020年 - 2021年、草摩五月） - 2シリーズ
- おちこぼれフルーツタルト（衣乃の母）

2021年
- ミュークルドリーミー（2021年 - 2022年、アクムー、オモロー） - 2シリーズ
- トロピカル〜ジュ!プリキュア（一之瀬なるみ）
- ドラえもん（テレビ朝日版第2期）（女性の声）

2022年
- 新テニスの王子様 U-17 WORLD CUP（竜崎桜乃）
- Extreme Hearts（橘志帆）

2023年
- 帰還者の魔法は特別です（プレリュード教授）

2024年
- Lv2からチートだった元勇者候補のまったり異世界ライフ（ツーヤ）
- 花野井くんと恋の病（お母さん、ほたるの母）
- 2.5次元の誘惑（ミリエラ）
- 魔法使いになれなかった女の子の話（ヘーゼル＝ミライ）

2025年
- ババンババンバンバンパイア（立野珠緒）

### 劇場アニメ
2005年
- 劇場版 テニスの王子様 跡部からの贈り物 〜君に捧げるテニプリ祭り〜（竜崎桜乃）

2006年
- トップをねらえ!&トップをねらえ2! 合体劇場版!!（オペレーター）

2009年
- チョコレート・アンダーグラウンド（ルイーズ・バビ）

2010年
- 劇場版 銀魂 新訳紅桜篇（定春）
- 魔法少女リリカルなのは The MOVIE（2010年 - 2012年、クロノ・ハラオウン）- 2作品

2011年
- 劇場版 ハヤテのごとく! HEAVEN IS A PLACE ON EARTH（西沢歩）
- 万能野菜 ニンニンマン（モモちゃん）

2013年
- 劇場版 銀魂 完結篇 万事屋よ永遠なれ（定春、寺門通）

2014年
- 大きい1年生と小さな2年生（四年生）

2015年
- アニメガタリ（タカシ）
- ガールズ&パンツァー 劇場版（小山柚子）

2016年
- きんいろモザイク Pretty Days（忍のお母さん）

2017年
- 魔法少女リリカルなのは Reflection / Detonation（2017年 - 2018年、クロノ・ハラオウン） - 2部作
- PEACE MAKER 鐵（沙夜）

2021年
- 銀魂 THE FINAL（定春）
- それいけ!アンパンマン ふわふわフワリーと雲の国（バケツくん）
- 劇場版 きんいろモザイク Thank You!!（忍のお母さん）
- リョーマ! The Prince of Tennis 新生劇場版テニスの王子様（竜崎桜乃）

### OVA
2001年
- ぷにぷに☆ぽえみぃ（高橋美佳子）

2003年
- エイケン エイケンヴより愛をこめて（とりまき）
- HAND MAID マイ（谷家の娘〈谷かすみ〉）

2005年
- 銀魂「何事も最初が肝心なので多少背伸びするくらいが丁度良い」（定春、寺門通）
- スーパーロボット大戦ORIGINAL GENERATION THE ANIMATION（クスハ・ミズハ）

2006年
- 機動戦士ガンダム MS IGLOO（ジーン・ザビエル）
- 今日の5の2（浅野ユウキ）
- 舞-乙HiME Zwei（ロザリー・クローデル）
- 円盤皇女ワるきゅーレ 時と夢と銀河の宴（エンブラ）

2007年
- テニスの王子様 Original Video Animation 全国大会篇 Semifinal（竜崎桜乃）

2008年
- きグルみっく☆V3 -ベストエピソードコレクション-（レッドクィン）
- 東方二次創作同人アニメ 夢想夏郷〜A Summer Day's Dream〜（パチュリー・ノーレッジ）

2009年
- AIKa ZERO（白菊凛）
- To LOVEる -とらぶる- OVA（西連寺秋穂） - コミックス第15巻限定版に付属
- ハヤテのごとく!! アツがナツいぜ 水着編!（西沢歩）

2010年
- クイーンズブレイド 美しき闘士たち（ノワ）
- 紅（斬島切彦） - コミックス第5巻、第6巻予約限定版同梱DVD

2011年
- ショコラの魔法 〜ムラング・オ・ショコラ 悲しみの旋律〜（宮谷詩音） - ちゃお2011年4・5月号付録DVD
- ブラック・ジャック FINAL（機内アナウンス）
- マジンカイザーSKL（ファンシー） - 2010年劇場先行公開

2012年
- 一騎当千 集鍔闘士血風録（陸遜伯言、典韋）

2013年
- To LOVEる -とらぶる- ダークネス（西連寺秋穂） - コミックス第8、13巻限定版に付属

2014年
- ガールズ&パンツァー これが本当のアンツィオ戦です!（小山柚子）
- ハヤテのごとく!（西沢歩） - コミックス第42巻OVA付き特別版

2015年
- 新テニスの王子様 OVA vs Genius10（竜崎桜乃）
- DOG DAYS"（レベッカ・アンダーソン）

2016年
- 監獄学園 プリズンスクール（横山みつ子） - コミックス第20巻BD付き特装版
- 食戟のソーマ タクミの下町合戦（汐見潤） - コミックス第18巻DVD付き限定版

2017年
- ガールズ&パンツァー 最終章（2017年 - 2023年、小山柚子）

### Webアニメ
- ケータイ少女（2007年、巴沙代）

### その他アニメ
- アップルシードXIII（ヒトミ）※劇場での期間限定上映、ネット配信、Blu-ray・DVD発売を同時展開。

### ゲーム
時期不明
- テニスの王子様 シリーズ（竜崎桜乃）

1999年
- Little Lovers SHE SO GAME（日向ゆき）

2000年
- サモンナイト（エルジン・ノイラーム）
- スーパーロボット大戦シリーズ（2000年 - 2024年、クスハ・ミズハ） - 12作品

2001年
- サモンナイト2（エルジン・ノイラーム）

2002年
- 想い出にかわる君 〜Memories Off〜（北原那由多）
- げっちゅ屋 シリーズ（がおら）
  - げっちゅ屋★げっちゅ!
  - ときめきにゃの★げっちゅ!

2004年
- ゼノサーガ エピソードII［善悪の彼岸］（ニグレド〈少年時代〉）
- LoveSongs♪ADV シリーズ（高坂いおん）
  - 双葉理保14歳〜夏〜
  - 双葉理保19歳〜冬〜

2005年
- 蒼い空のネオスフィア シリーズ（ノキ・ウェルキン）
  - 蒼い空のネオスフィア
  - 蒼い空のネオスフィア どきどきアドベンチャー EffectiveE

- エレメンタル ジェレイド ～封印されし謳～（レン〈レヴェリー・メザーランス〉）
- エレメンタル ジェレイド -纏え、翠風の剣-（レン〈レヴェリー・メザーランス〉）
- ケータイ少女（巴沙代）
- サムライスピリッツ 天下一剣客伝（ナコルル、レラ、紫ナコルル、お二四）
- 少女義経伝・弐 〜刻を超える契り〜（北条政子）
- テイルズ オブ レジェンディア（キュッポ）
- DUEL SAVIOR DESTINY（ベリオ・トロープ）
- ロマンシング サガ -ミンストレルソング-（海賊シルバー）

2006年
- アルカナハート（2006年  - 2014年、愛乃はぁと） - 8作品
- We Are*（朝霞天）
- かしまし 〜ガール・ミーツ・ガール〜 「初めての夏物語。」（八部はねる）
- 機動戦士ガンダム 戦場の絆（ジオン軍オペレーター）
- Canvas2 〜虹色のスケッチ〜（PS2版）（藤浪朋子）
- THE ロボットつくろうぜっ! 激闘!ロボットファイト（城嶋トモエ、草壁カツミ）
- スクールランブル二学期 恐怖の(?)夏合宿! 洋館に幽霊現る!? お宝を巡って真っ向勝負!!!の巻（ユリア）
- 鳥篭の向こうがわ（織笠未来）

2007年
- SDガンダム GGENERATION（2007年 - 2016年、ジーン・ザビエル、ミリアム・エリン） - 2作品
- Kingdom Under Fire: Circle Of Doom（セリーヌ）
- 銀魂 銀さんと一緒! ボクのかぶき町日記（空、定春、寺門通）
- 銀魂 万事屋ちゅ〜ぶ ツッコマブル動画（定春）
- シムーン 異薔薇戦争〜封印のリ・マージョン〜（ロードレアモン、レイユイ）
- ゼロの使い魔 シリーズ（モンモランシー・マルガリタ・ラ・フェール・ド・モンモランシ）
  - 小悪魔と春風の協奏曲
  - 夢魔が紡ぐ夜風の幻想曲

- テイルズ オブ ファンダム Vol.2（精霊幼生体）
- ハヤテのごとく! ボクがロミオでロミオがボクで（西沢歩）
- 真・らき☆すた 萌えドリル 〜旅立ち〜（日下部みさお）
- ワンダーキング（女剣士）

2008年
- お掃除戦隊くりーんきーぱー（倉木ふみえ）
- Getamped2（やしゃこ）
- サムライスピリッツ 六番勝負（ナコルル、レラ、紫ナコルル、お二四）
- ゼロの使い魔 迷子の終止符と幾千の交響曲（モンモランシー・マルガリタ・ラ・フェール・ド・モンモランシ）
- 鉄道むすめ DS 〜Terminal Memory〜（八木沢まい）
- とらぶるツインズ -MY SWEET BROTHERS-（朝日舞耶）
- ハヤテのごとく! お嬢様プロデュース大作戦 ボク色にそまれっ! 学校編（西沢歩）
- 海辺（ビーチ）でリーチ! DS（大淀夏海）
- ほしがりエンプーサ（範馬観月）
- LUX-PAIN-ルクス・ペイン-（野崎ミカ）

2009年
- お掃除戦隊くりーんきーぱーH（倉木ふみえ）
- 機動戦士ガンダム 戦場の絆ポータブル（ジオン軍オペレーター）
- クイーンズブレイド スパイラルカオス（ノア）
- ケメコデラックス!DS 〜ヨメとメカと男と女〜（牧原イズミ）
- スターオーシャン4 -THE LAST HOPE-（ルティア、妖精系モンスター）
- テイルズ オブ グレイセス（ヒューバート・ラント〈少年期〉）
- NUGA-CEL!（ムラサキ）
- ハヤテのごとく!! ナイトメアパラダイス（西沢歩）

2010年
- スターオーシャン4 -THE LAST HOPE- INTERNATIONAL（ルティア、妖精系モンスター）
- ひまわり -Pebble in the Sky- Portable （アオイ）
- 魔法少女リリカルなのはA's シリーズ（クロノ・ハラオウン）
  - 魔法少女リリカルなのはA's PORTABLE -THE BATTLE OF ACES-
  - DLマガジン デジタルなのは

- もっとNUGA-CEL!（ムラサキ）

2011年
- ぎゃる☆がん（黒田リコ）
- クイーンズゲイト スパイラルカオス（ノア）
- テイルズ オブ ザ ワールド レディアント マイソロジー3（キュッポ）
- 遙かなる時空の中で5（蓮水ゆき）
- 魔法少女リリカルなのはA's PORTABLE -THE GEARS OF DESTINY-（クロノ・ハラオウン）
- みんなのGOLF6（ノドカ）
- ヴァイスシュヴァルツ ポータブル（クロノ・ハラオウン、キャロ・ル・ルシエ）

2012年
- ガールフレンド（仮）（白鳥詩織）
- ぎゃる☆がん PS3版（黒田リコ）
- 遙かなる時空の中で5 風花記（蓮水ゆき）

2013年
- 幻獣姫（ミカエル）
- マブラヴ オルタネイティヴ クロニクルズ 04（ベルナデット・ル・ティグレ・ド・ラ・リヴィエール）
- マブラヴ オルタネイティヴ トータル・イクリプス PS3版 / PC版（2013年 - 2014年、甲斐志摩子少尉） - 2作品

2014年
- ガールズ&パンツァー 戦車道、極めます!（小山柚子）
- ジェイスターズ ビクトリーバーサス（定春）
- 神撃のバハムート（ライラ）
- 超ヒロイン戦記（星伽白雪）

2015年
- ぎゃる☆がん だぶるぴーす（黒田リコ）
- クルセイダークエスト（レドナス）
- ニトロプラス ブラスターズ -ヒロインズ インフィニット デュエル-（愛乃はぁと）
- 遙かなる時空の中で6（駒野千代）

2016年
- 戦国乙女 〜LEGEND BATTLE〜（武田シンゲン）
- 遙かなる時空の中で6 幻燈ロンド（駒野千代）

2017年
- オルタンシア・サーガ -蒼の騎士団-（シュエット）
- 白猫プロジェクト（ミモリ）
- ファイアーエムブレム ヒーローズ（2017年 - 2021年、オルエン、リーン）
- スターオーシャン4 -THE LAST HOPE- 4K & Full HD Remaster（ルティア、妖精系モンスター）

2018年
- 銀魂乱舞（定春、寺門通）
- ガールズ&パンツァー ドリームタンクマッチ（小山柚子）
- 23/7 トゥエンティースリーセブン（カリカ）

2019年
- JUMP FORCE（アバターボイス）
- クイーンズブレイド WHITE TRIANGLE（ノワ）
- グランブルーファンタジー（2019年 - 2024年、マリア・テレサ、定春）
- BLAZBLUE CROSS TAG BATTLE（愛乃はぁと）

2020年
- 共闘ことばRPG コトダマン（定春）
- 一騎当千 エクストラバースト（典韋）
- 遙かなる時空の中で7（天野七緒）
- テイルズ オブ ザ レイズ（キュッポ）
- クイズRPG 魔法使いと黒猫のウィズ（定春）

2021年
- ぷよぷよ!!クエスト（定春）
- アークナイツ（トミミ）
- 鬼滅の刃 ヒノカミ血風譚

2024年
- カルドアンシェル（黒田リコ）

### ドラマCD
- AIKa ZERO　vol.1（白菊凛）
- アイドルマスター XENOGLOSSIAオリジナルドラマvol.2､3（鈴木空羽）
- 青春鉄道 ドラマCD2 〜高速鉄道編〜（長野新幹線）
- アクエリアンエイジ〜SIGN FOR EVOLUTION SPHERE.3 Influential ダークロア（杜乃カナエ）
- アルカナハート ドラマCD はーとふるシチュエーション えぴそーど1､2（愛乃はぁと）
- 今様天狗綺譚 BLACK BIRD（原田美沙緒）
- ウエルベールの物語 ドラマCD（リタ・シオール）
- EREMENTAR GERAD The original（レン〈レヴェリー・メザーランス〉）
- おとぎドラマ・オオカミさんと七人の仲間たち「おおかみさんとおむすびころりん対決」（地蔵亜美）
- オトコのコはメイド服がお好き!?（ナオ）
- 想い出にかわる君 〜Memories Off〜 メモリーコレクション Vol.3（北原那由多）
- カテゴリ：フリークス（山野五月）
- かりん シリーズ（時任麻希）
  - かりん Vocal&Drama Album
  - かりん サウンドトラック&ドラマアルバム
- カレン坂高校 可憐放送部（安永梨恋）
- 「ケメコデラックス!」デラックスなCD1・2（牧原イズミ）
- コーセルテルの竜術士物語 シリーズ（アータ、エリーゼ）
  - コーセルテルの竜術士物語
  - コーセルテルの竜術士物語 〜海に行く話〜
- さくら荘のペットな彼女ドラマCD 1（白山小春）
- Simoun シリーズ（ロードレアモン）
  - Simoun オリジナルサウンドトラックII
  - Simoun CDドラマ「嗚呼、麗しの派遣OL なぜなんだシムーン株式会社」
- JADE（エリーゼ）
- 私立彩陵高校超能力部（カスガイキリ）
- スレイヤーズVSオーフェン〜史上最悪の邂逅〜（コンスタンス・マギー）
- Super Stylish Doctors Story 「愛の時・迷宮（ときめき）」1 - 3（橘薫子）
- スーパーロボット大戦ORIGINAL GENERATION THE SOUND CINEMAシリーズ（クスハ・ミズハ）
- セキレイ（習志野）
- 専制君主のワガママ ぼくのプロローグ2（ゼミ生）
- そこはぼくらの問題ですから（ヤエコ）
- 大正野球娘。 乙女たちのハイキング（鈴川小梅）
- だまし討ちだぜ、DR（谷）
- ディア マイン（和久寺一美）
- ディーふらぐ!ドラマCDI・ドラマCDII（水上桜）
- テイルズ オブ レジェンディア voice of character quest1 - 2（キュッポ）
- トライアングルセッション'99「ステージ2」（ミス色つきヒヨコ）
- とある科学の超電磁砲 アーカイブス2 オーディオドラマ（碓井芳乃）
- DOG DAYS ドラマBOX vol.1・vol.3（レベッカ・アンダーソン〈ベッキー〉）
- とらぶるツインズ ドラマCD 〜とらぶる Summer Vacation〜（朝日舞耶）
- とらぶるふぉうちゅんCOMPANY☆はぴCURE（国東綴）
- ながされて藍蘭島ドラマCD vol.1 - 3（まち）
- ハード・デイズ・ナイツ（女郎花茜）
- TVアニメーション「破天荒遊戯」ドラマCD 第1巻 断罪の緋き花よ咲け（デリーラ・ノレット）
- 花ムコさん（井戸本）
- ハヤテのごとく! シリーズ（西沢歩）
  - ハヤテのごとく! ドラマCD1 - 3
  - 「ハヤテのごとく!」白皇学院生徒会校内放送CD2
- 遙かなる時空の中で5 夜明け前 壱・弐（蓮水ゆき）
- 半分の月がのぼる空 オリジナル・サウンドトラック（秋庭里香）
- 陽だまりのピニュ（井上陸（陸ちゃん））
- ひまわり-hi・ma・wa・ri-（アオイ）
- 姫騎士物語-PrincessBlue-（シルフィー＝ローズバンク）
- マリア様がみてる 集英社ドラマCDシリーズ「ファースト デート トライアングル」（田沼ちさと）
- 魔法少女リリカルなのは サウンドステージ シリーズ
  - 魔法少女リリカルなのは サウンドステージ03（クロノ・ハラオウン）
  - 魔法少女リリカルなのはA's サウンドステージ02・03（クロノ・ハラオウン）
  - 魔法少女リリカルなのはStrikerS サウンドステージ01 - 04（キャロ・ル・ルシエ）
  - StrikerS サウンドステージX(イクス)（キャロ・ル・ルシエ）
- 魔法少女リリカルなのは Reflection ドラマCD付き特別鑑賞券【フェイト&アリサ&すずか編＋ボーナストラックViVid Strike! リンネ編】（クロノ・ハラオウン）
- 森口織人の陰陽道（遥奈原初雪）
- ラブ プリズム（バスケ部マネージャー）
- レンタルマギカ シリーズ（アディリシア・レン・メイザース）
  - webラジ voice theater 「レンタルマギカ 魔法使いの宴」
  - webラジ voice theater 「レンタルマギカ 魔法使いのススメ」
  - スペシャルアルバム 「THE 縁起物〜聴くと幸せになれる（かも）CD 」
  - レンタルマギカ Special Gift愛のアルバム〜for ♂､♀

### ラジオドラマ
- 仮面のメイドガイ（富士原なえか）
- 9S（峰島由宇）
- VOMIC 銀魂（定春）
- レンタルマギカ （アディリシア・レン・メイザース）

### 吹き替え

#### 担当女優
パク・シネ
- 美男〈イケメン〉ですね（コ・ミナム / コ・ミニョ）
- オレのことスキでしょ。（イ・ギュウォン）
- 相続者たち（チャ・ウンサン）
- ドクターズ〜恋する気持ち〜（ユ・ヘジョン）
- となりの美男〈イケメン〉（コ・ドンミ）
- ピノキオ（チェ・イナ）

#### 映画
- M 〜エム〜（ミミ〈イ・ヨニ〉）
- クラウド アトラス（ソンミ451、他〈ペ・ドゥナ〉）
- クリニカル（ノラ[65]）
- スリープ・ウィズ・ヴァンパイア（リア〈レイア・ジョージ〉[66]）
- ちりも積もればロマンス（ハ・キョンジュ）
- トガニ 幼き瞳の告発（ソ・ユジン〈チョン・ユミ〉）
- マイPSパートナー（ソヨン〈シン・ソユル〉）

#### ドラマ
- 美男〈イケメン〉ですね 〜Fabulous★Boys（コ・ミナム〈ルゥルゥ・チェン〉）
- 1年に12人の男（オ・ヘラ〈ペ・グリン〉）
- コールドケース シーズン4 #20（レイニー・カールセン）
- プリティ・リーグ （カーソン[67]）

### ラジオ
※はインターネット配信。
- 宮村優子の直球で行こう!（1999年 - 2000年、ラジオ大阪、アシスタント）
- 里花子と美佳子のぐさラジ（1999年 - 2000年、ラジオ大阪・ラジオ日本）
- 里花子と美佳子のぐさラジ2日目（1999年 - 2000年、ラジオ日本）
- ビクター生臭大放送 本気モードラジオ（2000年、ラジオ大阪・ラジオ日本）
- ビクター生臭大放送 初夜モードラジオ（2000年、ラジオ日本）
- ハンドメイドなラヂヲ（2000年、AM神戸）
- 美佳子の非難GO!GO!（2000年 - 2001年、ラジオ大阪・ラジオ日本）
- 美佳子のぱよぱよ（2000年 - 2001年、ラジオ大阪・ラジオ日本）
- 美佳子のぱよりんこ30分版（2001年、ラジオ大阪）
- 美佳子のぱよりんこ15分版（ラジオ大阪V-STATION）
- 高橋美佳子ラジオぱよ（2001年 - 2006年、KBS京都・ミーツワールド）
- 美佳子@ぱよぱよ（2001年 - 、m-serve※→アニメイトタイムズ※→YouTube※）
- 高橋美佳子のぱよ検索エンジン（2001年 - 2002年、声優Wave※）
- テニスの王子様 オン・ザ・レイディオ（2004年、2008年、文化放送）
- 健次郎・美佳子のサタデーナイトフィーバー（2004年 - 2005年、ラジオ大阪）
- VOICE CREW（2004年 - 2005年、NACK5）
- グレネーダー ほほえみのネットラジオ 高橋美佳子と中井和哉の「ご一緒しませんか?」（2004年 - 2005年、TE-A room※）
- グレネーダー ほほえみのネットラジオ 高橋美佳子と中井和哉の「ご一緒しませんか? リターンズ!」（2005年、TE-A room※）
- 高橋美佳子のmoonlight café（2006年、アニメ『半分の月がのぼる空』公式サイト内※）
- こちらオーダー・コフィン・カンパニー（2006年、アニメ『BLACK BLOOD BROTHERS』公式サイト内※）
- Simoun〜電波 DE リ・マージョン〜（2006年 - 2007年、音泉※）
- 護くんにネットラジオで祝福を!（まもラジ）（2006年 - 2007年、AZステーション）
- おしゃべりやってまーす月曜日（2007年 - 2008年、K'z Station※）
- ウエルベールの物語 〜ラジオの章〜（2007年、音泉※）
- きいちゃって藍蘭島 海龍神社放送局（2007年 - 2008年、アニメイトTV※）
- ミナトタワー放送局（2009年、ゲーム『NUGA-CEL!』ネットラジオ※）
- 長島☆自演乙・美佳子のwwおつおつ☆ラジおっつww（2009年 - 2010年、HiBiKi Radio Station※）
- RADIOアニメロミックス ラジオStrikerS（2009年 - 2010年、文化放送・東海ラジオ・朝日放送など）
- 高橋美佳子の の〜ぷらんでいこう♪（2010年 - 2015年、超!A&G+※）
- 武偵高広報室便り（2011年、公式サイト内※）
- おしゃべりやってまーす第2放送 → おしゃ2メモリーズ（2011年 - 2017年、K'z Station※）
- RADIOアニメロミックス〜ラジオStrikerS 2nd（2012年、文化放送・ニコニコ動画アニメロチャンネル※）
- サーバント×サービス×サービス（2013年 - 2014年、公式サイト内※）
- ラジオ魔法戦争〜番外編〜（2014年、音泉※[68]）
- 高橋美佳子のマルごとぴ〜なっつ!（2015年 - 2017年、超!A&G+※）
- たかみーのゴリラジオ（2016年 - 2017年、アニメイトチャンネル※・マリン・エンタテインメントニコニコ公式チャンネル※）[69]
- 新テニスの王子様 オン・ザ・レイディオ（2018年、文化放送）
- ガールズ&パンツァーRADIO カメさんチーム、卒業準備中!（2018年、音泉※）[70]
- 高橋美佳子の本気!アニラブ（2019年 - 2020年、超!A&G+※）

### その他のCD
- 愛とかほるのラブフェロモン! DJCD SP1
- きいちゃって藍蘭島 海龍神社放送局 DJし〜でぃ 第1巻、第2巻、第3巻
- 健次郎・美佳子のサタデーナイトフィーバー! FEVER1、2
- こちらオーダー・コフィン・カンパニートークCD＋AN'S ALL STARS THEME SONG
- 声優ベストトークコレクション女性編〜キャラアニラジオステーションベスト〜
- テニスの王子様 オン・ザ・レイディオMONTHLY 2004 MARCH
- 早見沙織のふり〜すたいる♪ DJCD第2弾
- Love is Love （『えびたい』番組企画ソング）
- クイズ!!まるなげドン!! KT帝国・ヴィヴィッド総帥の逆襲（『アニたまどっとコム standard まるなげ♪』DJCD vol.4）

### テレビ番組
- えびたい（1998年、テレビ東京）
- anicom.tv（2000年、テレビ東京）
- ヒルナンデス!（2022年4月1日 - 、日本テレビ） - ハピナンデス の声[71][72]

### テレビドラマ
- ちゅらさん（2001年、NHK）篠原美保役

### 映画
- 銀魂（2017年7月14日、定春〈声の出演〉）

### 映像商品
- 高橋美佳子のDVDでいこう♪ 1、2、3、4
超!A&G+で放送中の『高橋美佳子の の〜ぷらんでいこう♪』のDVD。文化放送ちかQなどで販売中。
- 宝探し 〜至高のペルソナ〜 in マザー牧場（マリン・エンタテインメント：2012年9月12日発売）
- たかみーのゴリラジオ ウホ!（マリン・エンタテインメント：2017年4月5日発売）
高橋未奈美と共演の動画番組「たかみーのゴリラジオ」のロケ企画を収録したDVD。
- 魔法少女リリカルなのは15周年記念イベント「リリカル☆ライブ」（KING AMUSEMENT CREATIVE：2020年9月30日発売）

### パチンコ・パチスロ
- CR戦国乙女シリーズ（武田シンゲン）
- CRAバーストエンジェル（エイミー）
- CRひかる源氏（花散里）
- パチンコDX『SUN☆SUN OCEAN』（日向まなつ）
- CRおしおきピラミッ伝with丸高愛実（クレオパトラ）
- パチスロ超重神グラヴィオン（チュイル）
- 旋風の用心棒〜胡蝶の記憶〜（神宮寺みゆき）
- CR鋼殻のレギオス（リーリン・マーフェス）

### CM
- 3月のライオン 「ライオンの“言の葉”キャンペーン」8巻TVCM（2012年、メッセージ朗読）[73][74]
- ヘテロゲニア リンギスティコ 〜異種族言語学入門〜 コミックス3巻発売CM（2020年、ナレーション[75]）

### 駅構内アナウンス
- ゆりかもめ東京臨海新交通臨海線・駅構内音声案内アナウンス - 東京ビッグサイト駅[注 1]

### 同人ゲーム
- ハヴァナクシア（2021年、シャリア）

### その他コンテンツ
- ACTORS in クリスタル ブレイズ[注 2]
- あにてれ Presents アニソンぷらす+（テレビ東京、2010年1月度ナレーション担当）
- アルカナハートファンディスク（愛乃はぁと）[注 3]
- コエラボ（北条國子）
- 世界一覚えやすい 中学の英単語1500（弦巻桂一 著、 中経出版　日本語音声担当）
- 新怪談裸女大虐殺 化け猫魔界少女拳（チョコラ）
- 声優DVD企画 宝探し〜至高のペルソナ〜in マザー牧場（声優DVD）
- 高橋美佳子のナースステーション[注 4]
- デジタルノベル-ケイクランドストーリー（エクレア）-テックウィン連載
- ときドキ時計（美保さち（くいしん坊））
- 「働くクルマWorking Vehicles Graphic」NHKエンタープライズDVD ナレーション
- 花の声優界! スター☆ボウリング 新春から吠えて笑って大暴投SP
- 『Film Restoration』[注 5]
- ♂モット!! 恋愛主義♀ 美少女ゲーム「ロスト〜迷える者たちの協奏曲〜」（千堂由愛）
- Live for Fan　2011年1月16日　於：渋谷　スターラウンジ
- Happy Amusement 満天パチランド[76]
- 夏だ!祭りだ!銀魂だ!公開記念スペシャル（2017年:テレビ東京、ナレーター）
- 改訂版 世界一覚えやすい 中学の英単語1800（弦巻桂一 著、 KADOKAWA　日本語音声担当）
- うちの弟どもがすみません ボイスコミック（2021年、母） - コミックス第4巻購入特典URLページ、別冊マーガレット2021年7月付録URLカード[77]

## ディスコグラフィ

### シングル
|     | 発売日         | タイトル                         | 規格品番   |
| --- | -------------- | -------------------------------- | ---------- |
| 1st | 1998年11月21日 | 忘れない季節〜DREAMIN'TOMORROW〜 | VICL-35040 |
| 2nd | 2000年8月2日   | ほんとの気持ち                   | VICL-35160 |
| 3rd | 2003年1月22日  | 願いのとき                       | VICL-35456 |
| 4th | 2015年12月4日  | マルごとぴ～なっつ               | QRAG-69    |

### アルバム
|     | 発売日        | タイトル        | 規格品番   |
| --- | ------------- | --------------- | ---------- |
| 1st | 2000年9月21日 | 超プラドル      | VICL-60610 |
| 2nd | 2008年1月30日 | sweet           | AKCJ-81016 |
| 3rd | 2008年8月6日  | SUMMER PRINCESS | AKCJ-81020 |
| 4th | 2014年7月10日 | 私の小さな世界  | MKK-01     |

### 映像作品
- Live Princess（2008年12月24日発売）
初のライブDVD。東京・初台「The DOORS」で行ったライブをDVD化。

### キャラクターソング・アニメソング
- 愛（忠誠心） / メンチ・哀愁のボレロ〜食すのね（『エクセル・サーガ』OP、エクセルガールズ名義、小林由美子と）
- We Are*〜Piece of Peace〜 Vol.1（朝霞天）
- オトメロディー（『おねがいマイメロディ』主題歌）（CDシングル、ベストアルバム、キャラクターソングアルバム『白盤』、リミックスアルバム『白盤』、リミックスアルバム『黒盤』など多数に収録）PVのCMへの顔出し出演も行っている。
- 恋速ジェット / ミライエンジェル（『ケータイ少女』 OP/ED）
- 銀魂『寺門通ファーストアルバム「浮世のことなんて今日は忘れて楽しんでいってネクロマンサー」』（寺門通）
- ケータイ少女キャラクターソングミニアルバムHexa colors（巴沙代）
- ケメコデラックス! c/w：プリップリン体操（アニメ「ケメコデラックス!」OP&EDテーマ）
- 「鋼殻のレギオス ED」ヤサシイウソ（リーリン・マーフェス）
- 「鋼殻のレギオス後期 ED」愛のツェルニ（リーリン・マーフェス）
- GOLDEN BEST 20-HATACHI（エクセルガールズ）
- ゼロの使い魔キャラクターCD2 ギーシュ&モンモランシー編（モンモランシー）
- 鉄道むすめキャラクターソング Vol.5（八木沢まい）
- テニスの王子様 ゴー!ゴー!ガールズ!!（竜崎桜乃）
- テニスの王子様 キャラクターマキシシングル　フライングチェリー（竜崎桜乃）
- TVアニメ『クイーンズブレイド 流浪の戦士』キャラクターソング+ショートドラマ〜ノワVer.（ノア）
- 爆裂天使イメージソング 不思議Tokyoシンデレラ
- 爆裂天使 SUIT CD“天”Amy-11（エイミー）
- 「ハヤテのごとく!」キャラクターCD8（西沢歩）
- 「ハヤテのごとく!」キャラクターカバーCD 〜選曲:畑健二郎〜（西沢歩）
- 「ハヤテのごとく!!」ED「本日、満開ワタシ色!」（西沢歩）
- 「ハヤテのごとく!!」キャラクターCD 2nd series 05（西沢歩）
- HAND MAID メイ6/6キャラメイっぱい〜BGMもうイっぱい（谷かすみ）
- Baby Love / 約束（『今日の5の2』OP/ED）
- 魔法少女リリカルなのはStrikerS サウンドステージ02 いつの日か（キャロ・ル・ルシエ）
- 護くんに女神の祝福を! 海ほたるの夜（鷹栖絢子）
- みんなで作るメモオフCD!! Part2（北原那由多）
- 我が家のお稲荷さま。天狐幻術 歌曲集（我が家のお稲荷さま。ED「シアワセの言霊」空幻（玉耀（女））
- ガールフレンド(仮) キャラクターソングシリーズ Vol.05（シンフォニア［有栖川小枝子（中原麻衣）、白鳥詩織（高橋美佳子）、新田萌果（村田知沙）、雪風真弥（斎藤楓子）］）